# Хирам IV
Хирам IV (финик. 𐤇𐤓𐤌, Hi-ru-mu) — царь Тира около 500 года до н. э.

## Биография
Единственный нарративный источник о Хираме IV — «История» Геродота, в которой он назван Сиромом. Повествуя о военачальниках, возглавлявших флот персидского царя Ксеркса I во время похода в Грецию в 480 году до н. э., среди прочих Геродот упомянул царя Тира Маттана III, сына Хирама.
Так как Геродот сообщил имя отца Маттана III, и, следовательно, тот был достаточно известен даже грекам, предполагается, что Хирам также как и его сын был царём. На основании упоминаний о других властителях Тира VI—V веков до н. э. правление Хирама IV датируется приблизительно 500 годом до н. э. Вероятно, его предшественником на тирском престоле был царь Итобаал IV, но состояли ли они в родстве — неизвестно. Никаких подробностей о правлении Хирама IV в источниках не сохранилось. Следующим правителем Тира был царь Маттан III.